# Kurt Schröder (Dirigent)
Kurt Albert Heinrich Theodor Schröder (* 6. September 1888 in Hagenow; † 5. Januar 1962 in Frankfurt am Main) war ein deutscher Dirigent und Filmkomponist.

## Leben
Kurt Schröder war einziger Sohn von Otto Schröder (1856–1932), Amtsdiätar in Hagenow, später langjähriger Universitätssekretär in Rostock, und dessen Frau, der Opernsängerin Henriette Dorothea Karoline Christina (gen. Tina), geb. Schmitz.
Prägende Jahre der Kindheit und Jugend verlebte Schröder in Rostock, wohin die Familie übersiedelte, als er etwa fünf Jahre alt war. Nach dem Gymnasium mit Abitur an der Großen Stadtschule studierte er dort ab 1906 zunächst Germanistik bei Wolfgang Golther, dann 1912 Musikwissenschaft bei Albert Thierfelder. Das musikwissenschaftliche Studium setzte er bei Hermann Kretzschmar an der Berliner Friedrich-Wilhelms-Universität fort, zusätzlich belegte er Philosophie.
Nach einem Volontariat am Stadttheater Rostock und Leitung der Chorvereinigung Rostocker Singakademie begann Schröder seine berufliche Laufbahn 1910 als 2. Kapellmeister und Schauspieler am Oberschlesischen Volkstheater in Königshütte, war dann von 1912 bis 1914 2., später 1. Kapellmeister am Stadttheater Hildesheim und anschließend von 1914 bis 1917 Kapellmeister am Stadttheater von Chemnitz. Nach der Teilnahme am Ersten Weltkrieg wurde er 1918 1. Kapellmeister am Stadttheater Königsberg (bis 1920), 1921 war er kurzzeitig 1. Dirigent des Coburger Landestheaters sowie der Landeskapelle. 1921 bis 1923 arbeitete er als musikalischer Oberleiter des Stadttheaters Münster und war schließlich von 1923 bis 1929 1. Kapellmeister am Opernhaus von Köln.
1930 zog Schröder nach Berlin und komponierte Filmmusik, meist in Zusammenarbeit mit Kollegen wie Robert Stolz, Hanns Eisler oder Karol Rathaus. Gleichzeitig war er musikalischer Leiter der Terra Film A.-G.
1932 wurde er von Alexander Korda nach London geholt, wo Schröder unter anderem die Musik zu der berühmten Königsbiografie Das Privatleben Heinrichs VIII. schuf. 1934 kehrte er nach Berlin zurück. Hier setzte er, nunmehr alleinverantwortlich, seine Arbeit als Filmkomponist fort. 1942 wurde er wegen seiner „jüdischen“ Ehefrau aus der Reichsmusikkammer ausgeschlossen, durfte aber mit einer Sondergenehmigung weiter als Komponist tätig sein.
Nach Kriegsende beendete er seine Tätigkeit beim Film. Von 1946 bis 1953 war Schröder Chefdirigent des Sinfonieorchesters des Hessischen Rundfunks (bis 1950: Großes Symphonie-Orchester von Radio Frankfurt) und gleichzeitig Leiter der Musikabteilung des HR.
Er setzte sich mit großem Engagement für den Wiederaufbau dieses Orchesters ein. Da das Schallarchiv des Senders weitgehend vernichtet war, wurde intensiv produziert. Neben dem sinfonischen und konzertanten Repertoire entstanden auch zahlreiche Opern- und Operettenproduktionen unter seiner Leitung. 
Gemeinsam mit dem Dirigenten und Komponisten Winfried Zillig engagierte er sich auch für die zeitgenössische Musik die nach 1933 unterdrückt worden war.
Danach war er freiberuflich als Dirigent tätig.
Kurt Schröder war seit 5. August 1921 mit der Opernsängerin Nannchen (1939–1945 zusätzlich: Sara) Malinowski (* 1894 Frankfurt am Main; † 1958 ebendort)   verheiratet. Die gemeinsame Tochter Ilse Eva wurde 1926 in Köln-Lindenthal geboren.

## Filmografie
| - 1930: Der Hampelmann - 1930: Der Mörder Dimitri Karamasoff - 1931: Wer nimmt die Liebe ernst - 1931: Die Koffer des Herrn O.F. - 1931: Niemandsland - 1931: Hallo Hallo! Hier spricht Berlin! - 1932: Wedding Rehearsal - 1932: Die Dame vom Maxim (La Dame de chez Maxim’s) - 1932: Mirages de Paris - 1933: Großstadtnacht - 1933: The Song You Gave Me - 1933: The Girl from Maxim’s - 1933: Das Privatleben Heinrichs VIII. (The Private Life of Henry VIII.) - 1933: Cash - 1933: On Secret Service | - 1935: Schwarze Rosen - 1935: Black Roses - 1936: Schlußakkord - 1936: Eskapade - 1936: Onkel Bräsig - 1937: Fanny Elßler - 1938: Dreiklang - 1938: Scheidungsreise - 1939: Die Geliebte - 1940: Zwielicht - 1940: Mädchen im Vorzimmer - 1940: Der Sündenbock - 1941: Der laufende Berg - 1942: Die See ruft - 1944/49: Der Posaunist |

## Diskografie (Auswahl)
Adolphe Adam:
- Die Nürnberger Puppe in deutscher Sprache: Sanders Schier (Cornelius), Jakob Rees (Benjamin), Amon Lembach (Heinrich), Erika Köth (Berta), Chor und Orchester des Frankfurter Rundfunks (Südwestfunk-Orchester), Kurt Schröder (Dirigent), Rundfunkübertragung vom 2. März 1962. (Line Music 2018)

Giacomo Puccini:
- Tosca in deutscher Sprache: Aga Joesten (Tosca), Heinrich Bensing (Mario Cavaradossi), Ferdinand Frantz (Scarpia), Ewald Böhmer (Angelotti), Willy Hofmann (Spoletta), August Hempel (Sciarrone), Rolf Heide (Sagrestano), Chor und Sinfonieorchester des Hessischen Rundfunks, Kurt Schröder (Dirigent). Frankfurt 1950 (Walhall)

Giuseppe Verdi:
- Die sizilianische Vesper in deutscher Sprache: Maud Cunitz (Elena), Helge Rosvaenge (Arrigo), Heinrich Schlusnus (Montford), Otto von Rohr (Procida). Chor und Sinfonieorchester des Hessischen Rundfunks, Kurt Schröder (Dirigent). Frankfurt, 12. Februar 1951 (Line Music)

Richard Wagner:
- Tannhäuser: Günther Treptow (Tannhäuser), Trude Eipperle (Elisabeth), Aga Joesten (Venus), Heinrich Schusnus (Wolfram), Otto von Rohr (Landgraf). Chor und Sinfonieorchester des Hessischen Rundfunks, Kurt Schröder (Dirigent). Frankfurt, circa Mai/Juni 1949 (Preiser)